# Чемпионат мира Фудзицу
Чемпионат мира Фудзицу (富士通杯) — международный турнир по игре го, одно из важнейших международных соревнований по этой игре, прекратившее своё существование после 24-го розыгрыша в 2011 году.

## Регламент
Чемпионат мира Фудзицу — международный турнир по го, организатором которого выступают концерн Fujitsu и газета Ёмиури Симбун. Участники турнира отбираются по следующему принципу:
- 3 игрока, занявшие три призовых места в турнире прошлого года;
- 7 игроков из  Японии;
- 5 игроков из  Китая;
- 4 игрока из  Южной Кореи;
- 2 игрока из  Тайваня;
- 1 игрок из Северной Америки;
- 1 игрок из Южной Америки;
- 1 игрок из Европы.

Все 24 игрока сначала играют предварительный турнир. Затем играется основной турнир, по системе плей-офф (на выбывание). 8 игроков с лучшими результатами в предварительном турнире переходят сразу во второй тур основного, а остальные 16 играют в первом туре.
Игра идёт с коми 5,5. Контроль времени — 3 часа на игру. Первый приз — 15000000 иен, (142000 долларов).

## Победители и финалисты
| Победитель     | Второй финалист | Год  |
| -------------- | --------------- | ---- |
| Такэмия Масаки | Рин Кайхо       | 1988 |
| Такэмия Масаки | Рин Кайхо       | 1989 |
| Рин Кайхо      | Не Вэйпин       | 1990 |
| Тё Тикун       | Цянь Юйпин      | 1991 |
| Отакэ Хидэо    | О Риссэй        | 1992 |
| Ю Чханхёк      | Чхо Хунхён      | 1993 |
| Чхо Хунхён     | Ю Чханхёк       | 1994 |
| Ма Сяочунь     | Кобаяси Коити   | 1995 |
| Ли Чханхо      | Ма Сяочунь      | 1996 |
| Кобаяси Коити  | О Риссэй        | 1997 |
| Ли Чханхо      | Чан Хао         | 1998 |
| Ю Чханхёк      | Ма Сяочунь      | 1999 |
| Чхо Хунхён     | Чан Хао         | 2000 |
| Чхо Хунхён     | Чхве Мёнхун     | 2001 |
| Ли Седоль      | Ю Чханхёк       | 2002 |
| Ли Седоль      | Сон Тхэгон      | 2003 |
| Пак Ёнхун      | Ёда Норимото    | 2004 |
| Ли Седоль      | Чхве Чхольхан   | 2005 |
| Пак Чон Сан    | Чжоу Хэян       | 2006 |
| Пак Ёнхун      | Ли Чханхо       | 2007 |
| Гу Ли          | Ли Чханхо       | 2008 |
| Кан Дон Юн     | Ли Чханхо       | 2009 |
| Кун Цзе        | Ли Седоль       | 2010 |
| Пак Чжон Хван  | Цю Цзюнь        | 2011 |